# أسل ديسياني
أسل ديسياني (الاسم العلمي: Juncus scirpoides) نوع نباتي يتبع جنس الأسل وينتمي إلى الفصيلة الأسلية.